# チャンドラグプタ2世
チャンドラグプタ2世（Chandragupta II、生没年不詳、在位：376年 - 415年）は、古代インドのグプタ朝第3代の王。自らを「武勇の太陽（ヴィクラマーディティヤ、Vikramaditya）」と名乗り、『大唐西域記』などの中国文献では「超日王」と呼ばれている。第2代の王サムドラグプタから王朝を受け継ぎ、その最盛期を築いた。

## 生涯
イラン系のサカ朝（西クシャトラパ）を下し、西はアラビア海、北はヒマラヤ山脈の麓に至る領域を支配。デカン高原のヴァーカータカ朝やパンジャーブ諸国はグプタ朝に臣下の礼を取り、事実上インドの全域を支配下に治めて、その領域を最大のものとした。
また、グプタ朝の文化的全盛期は5世紀頃であり、チャンドラグプタ2世の統治下においてその端緒が開かれて次代のクマーラグプタ1世の時代にわたって繁栄した。
チャンドラグプタ2世の時に宮廷に仕えた詩人で戯曲作家のカーリダーサがサンスクリット文学の傑作『シャクンタラー』を発表した。説話集『パンチャタントラ』が編纂されたのもおおよそこの時期であると考えられている。
また、民間ではヒンドゥー教が隆盛する一方で、仏教もその研究においては盛んであった。またアジャンター石窟寺院が再び活動を始めたのもこの時期といわれる。